# اوخنیا دل پینو
اوخنیا ماریا دل پینو وینتمیا (انگلیسی: Eugenia del Pino؛ زادهٔ ۱۹ آوریل ۱۹۴۵) زیست‌شناس تکوینی در دانشگاه پونتیفیکال کاتولیک اکوادور در کیتو است. او اولین شهروند اکوادوری بود که در سال ۲۰۰۶ به عضویت آکادمی ملی علوم ایالات متحده آمریکا انتخاب شد. او در سال ۲۰۱۹ جایزه انجمن زیست‌شناسی تکوینی آمریکای لاتین را به دلیل مشارکت‌های قوی در تحقیقات در اکوادور و به‌طور کلی در پیشبرد زیست‌شناسی تکوینی در آمریکای لاتین دریافت کرد. وی همچنین برندهٔ جوایزی همچون بورسیه فولبرایت شده است.

## زندگی‌نامه
دل پینو در کیتو، اکوادور متولد شد و بزرگ شد. او در سال ۱۹۶۷ مدرک لیسانس خود را از دانشگاه پونتیفیکال کاتولیک اکوادور (PUCE) دریافت کرد. سپس برای ادامه تحصیل به ایالات متحده آمریکا رفت و مدرک کارشناسی ارشد خود را در سال ۱۹۶۹ از کالج واسر و دکترای خود را در سال ۱۹۷۲ از دانشگاه اموری دریافت کرد. پس از اتمام دکترا، او به اکوادور بازگشت و به هیئت علمی دانشگاه پونتیفیکال کاتولیک اکوادور در کیتو پیوست.
او از سال ۱۹۷۲ تا ۲۰۱۳ استاد زیست‌شناسی بود و از سال ۲۰۱۳ به عنوان استاد بازنشسته در PUCE به فعالیت خود در زمینه تحلیل تکوین اولیه قورباغه ادامه داد. او از سال ۱۹۷۳ تا ۱۹۷۵ ریاست بخش علوم زیستی را بر عهده داشت.
با دریافت بورسیه از بنیاد الکساندر فون هومبولت، او در مرکز تحقیقات سرطان آلمان در هایدلبرگ در سال‌های ۱۹۸۴ تا ۱۹۸۵ پژوهش کرد. او همچنین در سال ۱۹۹۰ به عنوان پژوهشگر فولبرایت در آزمایشگاه پروفسور جوزف گال در مؤسسه کارنگی برای علوم، بخش جنین‌شناسی در بالتیمور، مریلند، ایالات متحده فعالیت داشت. اوخنیادل پینو توسط انجمن زیست‌شناسی تکوینی آمریکای لاتین به عنوان برجسته‌ترین زیست‌شناس تکوینی آمریکای لاتین شناخته شده است.

## تحقیقات و حرفه
داستان زندگی او داستان پشتکار بی‌وقفه و استفاده از هر فرصتی است که توسط نهادهای مختلف به او ارائه شد. او در دانشگاه PUCE برای معلم دبیرستان شدن آموزش دید، درست در زمانی که رئیس‌جمهور جان اف. کندی برنامه «اتحاد برای پیشرفت» با آمریکای لاتین را آغاز کرد. برخی تجهیزات و تعدادی استاد به اکوادور فرستاده شدند تا در آموزش معلمان علوم دبیرستانی کمک کنند. یکی از استادان او، دکتر کاندیدا آکوستا، او را تشویق کرد تا برای بورسیه تحصیلات تکمیلی در ایالات متحده آمریکا اقدام کند. او بورسیه‌ای از برنامه بورسیه‌های آمریکای لاتین دانشگاه‌های آمریکا (LASPAU) و یک بورسیه بین‌المللی از انجمن آمریکایی زنان دانشگاهی برای تحصیلات تکمیلی خود در ایالات متحده دریافت کرد. اوخنیا کارشناسی ارشد خود را از کالج واسر دریافت کرد و سپس برای اخذ دکترا به دانشگاه اموری در آتلانتا رفت، جایی که تحت نظر استاد برجسته‌ای به نام آسا الن هامفریز جونیور تحصیل کرد. رساله دکترای او دربارهٔ نقش ژله تخم‌مرغ در لقاح زنپوس لیویس بود. پس از بازگشت به اکوادور در سال ۱۹۷۲، او به عنوان استاد زیست‌شناسی در PUCE، دانشگاه اصلی خود در کیتو، مشغول به کار شد و حرفه علمی خود را در اکوادور توسعه داد.
به‌واسطه او، زیست‌شناسی تکوینی در مکانی غیرمنتظره شکوفا شد: او که بودجه‌ای برای خرید زنپوس لیویس نداشت، با قورباغه پنجه‌دار آفریقایی در باغ‌های دانشگاه خود مواجه شد. این قورباغه را به یک سیستم برجسته برای مطالعه تکامل سازگاری‌های تکوینی تبدیل کرد. گاستروتکا یک قورباغه کیسه‌دار است که تخم‌های خود را در کیسه‌ای روی پشت خود حمل می‌کند، جایی که توسط قورباغه نر با اندام عقبی خود به داخل کیسه رانده می‌شوند. این شکل زمینی از تولیدمثل تنها در قورباغه‌های آمریکای لاتین از خانواده همیفرکتیدها یافت می‌شود. از رقابت شدید برای محل‌های تولیدمثل در جنگل‌های بارانی آمریکای جنوبی، بیش از ۹۰ گونه از این قورباغه‌ها تکامل یافته‌اند که در آن جنین‌ها در داخل بدن مادر پرورش می‌یابند، که مشابهتی با تولیدمثل پستانداران دارد.
جنین‌های قورباغه کیسه‌دار در شرایط شوری که معمولاً در بدن یافت می‌شود تکوین می‌یابند، در تفاوت رنگ با حالت آبزی تکوین که در زنپوس و بسیاری دیگر از قورباغه‌ها دیده می‌شود. قورباغه‌های سنتی و قورباغه‌های کیسه‌دار همچنین در نحوه دفع مواد زائد توسط جنین‌های خود متفاوت هستند. بچه‌قورباغه‌های آزادشناور آمونیاک دفع می‌کنند، که اگر در فضای بسته تجمع یابد سمی خواهد بود. اوخنیادل پینو کشف کرد که جنین‌های قورباغه کیسه‌دار به جای آمونیاک، اوره دفع می‌کنند. او کشف کرد که افزودن اوره، که به سطوح بالا در کیسه مادر می‌رسد، به تخم‌ها اجازه می‌دهد خارج از بدن مادر تکوین یابند. اوره یک محصول زائد نیتروژنی است که جنین‌های قورباغه کیسه‌دار برای حفظ آب تحت شرایط تنش آبی کیسه مادری استفاده می‌کنند.